# Anfang (Album)
Anfang ist der Titel des am 2. Mai 2018 veröffentlichten Debütalbums der fiktiven, zum BanG-Dream!-Franchise gehörenden J-Rock-Band Roselia, dass über Bushiroad Music veröffentlicht wurde.
Das Album beinhaltet zwölf Stücke mit einer Spielzeit von 53 Minuten und 27 Sekunden. Acht Lieder sind im Smartphonespiel BanG Dream! Girls Band Party! spielbar, ein Lied wurde im Abspann zur BanG-Dream!-OVA verwendet und zwei weitere Stücke sind in der Animereihe zu Cardfight!! Vanguard zu hören.
Anfang stieg auf Platz zwei der japanischen Albumcharts ein und hielt sich 42 Wochen lang dort auf.

## Informationen
Die Musik wurde von Ryutaro Fujinaga, Noriyasu Agematsu und Junpei Fujita komponiert, während alle Liedtexte von Asuka Oda geschrieben wurden. Alle an der Musik beteiligten Personen sind Mitglieder des Komponisten-Kollektivs Elements Garden, die sowohl für zahlreiche andere Künstler Lieder geschrieben als auch eigene Stücke veröffentlicht haben.
Es ist das einzige Album mit Yurika Endō und Satomi Akesaka, welche Lisa Imai und Rinko Shirogane repräsentierten. Sie stiegen kurz nach Herausgabe des Albums aus der Band aus. Akesaka erlitt mehrere Gehörverluste und auch Endō stieg wegen gesundheitlichen Problemen aus der Unterhaltungsbranche aus. Akesaka ist heute lediglich als Seiyū tätig.

## Titelliste
| Nr. | Titel                                   | Komponisten                               | Länge | Anmerkungen                     |
| --- | --------------------------------------- | ----------------------------------------- | ----- | ------------------------------- |
| 1   | Neo-Aspect                              | Ryutaro Fujinaga (Musik) Asuka Oda (Text) | 5:07  | BanG Dream! Girls Band Party!   |
| 2   | BLACK SHOUT                             | Noriyasu Agematsu (Musik) Oda (Text)      | 4:04  | BanG Dream Girls Band Party!    |
| 3   | Opera of the Wasteland                  | Fujinaga (Musik) Oda (Text)               | 4:40  | BanG Dream Girls Band Party!    |
| 4   | Hidamari Rhodonite 陽だまりロードナイト | Fujinaga (Musik) Oda (Text)               | 4:45  | BanG Dream! Girls Band Party!   |
| 5   | ONENESS                                 | Agematsu (Musik) Oda (Text)               | 3:57  | BanG Dream! Girls Band Party!   |
| 6   | Re:birth Day                            | Fujinaga (Musik) Oda (Text)               | 4:22  | BanG Dream! Girls Band Party!   |
| 7   | Legendary                               | Agematsu (Musik) Oda (Text)               | 4:51  | Vorspann Cardfight!! Vanguard   |
| 8   | －HEROIC ADVENT－                       | Junpei Fujita (Musik) Oda (Text)          | 3:39  | Abspann Cardfight Vanguard G: Z |
| 9   | Determination Symphony                  | Fujinaga (Musik) Oda (Text)               | 4:39  | BanG Dream! Girls Band Party!   |
| 10  | Nesshoku Starmine 熱色スターマイン      | Agematsu (Musik) Oda (Text)               | 4:39  | Abspann BanG-Dream!-OVA         |
| 11  | Kiseki 軌跡                             | Fujinaga (Musik) Oda (Text)               | 5:10  | BanG Dream! Girls Band Party!   |
| 12  | LOUDER                                  | Fujinaga (Musik) Oda (Text)               | 3:34  | BanG Dream! Girls Band Party!   |

## Erfolg
In der erste Verkaufswoche verkaufte sich das Album rund 25.000 mal als Tonträger und wurde ca. 5.500 mal heruntergeladen. Dies hatte zur Folge, dass das Album auf Platz zwei der japanischen Albumcharts, ermittelt von Oricon, einsteigen konnte und sich insgesamt 42 Wochen lang in den Charts halten konnte. Am 31. Dezember 2018 hieß es, dass etwas mehr als 45.200 Tonträger des Albums verkauft wurden.